# بيل ماكيني
بيل ماكيني (بالإنجليزية: Bill McKinney)‏ هو مغني وكاتب أغاني وممثل أمريكي، ولد في 12 سبتمبر 1931 في الولايات المتحدة، وتوفي بنفس المكان في 1 ديسمبر 2011.

## أعمال

### أفلام
- (1972) الخلاص
- (1976) أوت لاو جوسي ويلز
- (1980) اني ويتش واي يو كان[5]
- (1982) الدم الأول[6][7][8]
- (1990) العودة إلى المستقبل 3[9][10][11]
- (1999) الميل الأخضر[12]
- (2003)  باك إن أكشن[13]
- (2008) العزة والمجد[14]
- (2010) كيف تعرف[15]

### مسلسلات
- جوال تكساس ووكر

## وصلات خارجية
- بيل ماكيني على موقع IMDb (الإنجليزية)
- بيل ماكيني على موقع ألو سيني (الفرنسية)
- بيل ماكيني على موقع أول موفي (الإنجليزية)
- بيل ماكيني على موقع قاعدة بيانات الأفلام السويدية (السويدية)
- بيل ماكيني على موقع إن إن دي بي (الإنجليزية)
- بيل ماكيني على موقع قاعدة بيانات الفيلم (الإنجليزية)
- بيل ماكيني على موقع كينوبويسك (الروسية)